# 코끼리 공주
《코끼리 공주》(영어: The Elephant Princess)는 2008년부터 2011년까지 방영된 드라마이다. 조너선 M. 시프가 제작하였다.